# Càrn na Caim
Càrn na Caim är ett berg i Storbritannien.   Det ligger i kommunen Highland och riksdelen Skottland, i den norra delen av landet, 600 km norr om huvudstaden London. Toppen på Càrn na Caim är 941 meter över havet, eller 346 meter över den omgivande terrängen. Bredden vid basen är 13,4 km.
Terrängen runt Càrn na Caim är huvudsakligen kuperad. Trakten runt Càrn na Caim är nära nog obefolkad, med mindre än två invånare per kvadratkilometer. Närmaste större samhälle är Newtonmore, 17,4 km norr om Càrn na Caim. Trakten runt Càrn na Caim består i huvudsak av gräsmarker.